# Katsuo Kanda
Katsuo Kanda (jap. 神田 勝夫, Kanda Katsuo; * 21. Juni 1966 in Niigata, Präfektur Niigata) ist ein ehemaliger japanischer Fußballspieler.

## Nationalmannschaft
1995 debütierte Kanda für die japanische Fußballnationalmannschaft.